# Zsoldos Ignác
Zsoldos Ignác (Pápa, 1803. július 24. – Veszprém, 1885. szeptember 24.) jogtudós, bírósági tanácselnök, a Magyar Tudós Társaság levelező (1837), majd rendes (1838) tagja.

## Életpályája
Apja Zsoldos János (1767–1832) orvos, Veszprém vármegye első főorvosa. Zsoldos Ignác a  jogi tanulmányait Pozsonyban, majd Bécsben végezte. 1826-ban tette le az ügyvédi vizsgát. 1825–1827-ben a pozsonyi országgyűlésen a távol lévő főrendek képviselője (absentium ablegatus) volt. 1827-ben a pápai járás szolgabírája, 1832-ben főszolgabíró, 1834-ben vármegyei főjegyző lett. 1843-ban országgyűlési követnek választották. 1843 végén a pesti váltótörvényszék bírája lett, amelyhez 1848 elején a nádor alelnökké nevezte ki.
A függetlenségi nyilatkozat 1849. áprilisi megjelenése után Zsoldos, aki mindig aulikus érzelmű volt, állásáról lemondott, Bécsbe költözött, és 1850-től a legfelső semmítőszék magyar osztályának udvari tanácsosa lett. Az alkotmány visszaállítása után, 1865-ben a hétszemélyes tábla elnökévé nevezték ki, majd ennek megszűnése után, 1867-től a Kúria tanácselnöke volt.

## Munkássága
Több jogi szakkönyvén kívül az Akadémia értesítőjében, az Athenaeumban és a Társalkodóban számos tanulmánya jelent meg a halálbüntetésről, a válóperekről stb. Emellett az elsők között tanulmányozta szakszerűen és korszerű felfogással a helyi közigazgatás, az önkormányzat kérdéseit.

## Díjai, elismerései
- 1837-ben a Magyar Tudományos Akadémia levelező, 1838-ban rendes tagjának választotta.
- A király a Szent István-rend kiskeresztjével tüntette ki.
- Az Institut d’Afrique pour l’abolition de la traité d’esclavage tiszteletbeli elnöke volt.

## Művei
1. Honores supremi, quos Dno M. Nagy in auditorio collegii ref. Papensi majori, nomine condiscipulorum suorum detulit. Győr, 1821
2. Nevelésünk hiányai. Buda, 1836
3. Életpálya. Pápa, 1838 (bölcsészeti munka Klug és Hartmann filozófiai rendszere alapján) Online
4. Néhány szó a honi közbátorságról. Pest, 1838
5. Népszerű erkölcstudomány. Buda, 1840 (2. k. Népszerű erkölcstan czimen, Pest, 1872)
6. A magyar váltótörvény vázlata, táblákban. Veszprém, 1841 Online
7. A mezei rendőrség főbb szabályai. Pápa, 1842 (2. k. 1843)
8. A szolgabírói hivatal. I. Törvénykezési rész. Pápa, 1842 (2. k. 1844., 3. k. Pest, 1861., 4. k. 1866.) II. Közrendtartási rész. Pápa, 1842 (Az Akadémia Nagyjutalmában részesült)
9. Olvasó könyvecske. A mezei rendőrség főbb szabályai. Buda, 1844 (magyar és szerb czímmel és szöveggel)
10. A magyar váltótörvény. Pest, 1845
11. Örökváltság. Pest, 1847 Online
12. Volkstümliche Sittenlehre. Aus dem Ungarischen frei übersetzt v. A. Frankenburg. Bécs, 1854 (2. k. Pest, 1873)
13. Lucius Annaeus Seneca vigasztalása Marciához (ford.), Pest, 1858 Online
14. L. Annaeus Seneca könyve Serenushoz a kedélynyugalomról (ford.), Pozsony, 1861
15. Váltó- és csődügyekben a kir. váltótörvényszéken és Hétszemélyes Táblán megállapított elvek. Pest, 1861
16. A bölcs állhatatosságáról (Seneca, ford.), Pest, 1872
17. L. Annaeus Seneca munkái (ford.), Pest, 1873
18. Magyar mezei rendőrségi törvény

## További információ
- Eötvös Károly: A legöregebb táblabiró. In: Eötvös Károly munkái V. Magyar alakok. Bp, 1901. 195-203. old. Online
- Tóth Lőrinc: Emlékbeszéd Zsoldos Ignácz felett; Akadémia, Bp., 1886 (A Magyar Tudományos Akadémia elhunyt tagjai fölött tartott emlékbeszédek)
- Koi Gyula: Évszázadok mezsgyéjén. Négy magyar közigazgatás-tudós útkeresése és életpéldája. Zsoldos Ignác (1803–1885), Récsi Emil (1822–1864), Concha Győző (1846–1933), Magyary Zoltán (1888–1945); Nemzeti Közszolgálati Egyetem, Bp., 2013